# ایستگاه رادیووتلویزیون کیاشهر
ایستگاه رادیووتلویزیون کیاشهر یک منطقهٔ مسکونی در ایران است که در استان گیلان واقع شده‌است. ایستگاه رادیووتلویزیون کیاشهر ۱۶ نفر جمعیت دارد.